# 닌후르사그
수메르 신화에서 닌후르사그(𒊩𒌆𒉺𒂅 Ninḫursag)는 대지모신이었다. 그녀는 원리적으로 비옥의 여신이었다. 그녀는 전형적으로 뿔달린 모자와 층상의 스커트를 입고 그리고 어깨에는 활통을 지녔다. 또 가끔 철퇴와 컵을 지녔다. 키(Ki)라고도 한다.

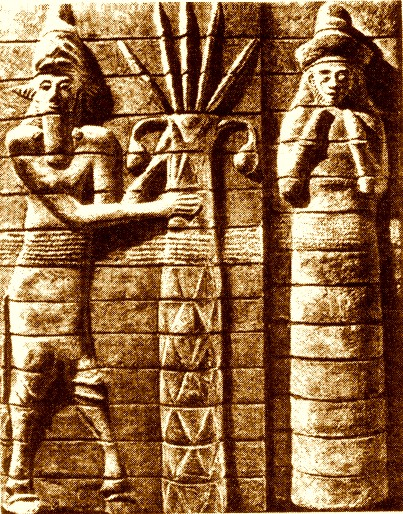
닌후르사그

닌후르사그의 아들은 닌우르타로 추정된다.

## 같이 보기
- 이브
- 엔메르카르